# 34126 Cornaa
34126 Cornaa è un asteroide della fascia principale. Scoperto nel 2000, presenta un'orbita caratterizzata da un semiasse maggiore pari a 2,7566362 au e da un'eccentricità di 0,1655430, inclinata di 1,05734° rispetto all'eclittica.